# Eva-Lena Lundgren
Eva-Lena Lundgren, född 1961 i Piteå, blev Fröken Sverige och Miss Scandinavia 1981 och kom på tredje plats i Miss Universum 1981. Som gift bytte hon namn till Eva-Lena Pilotti och utbildade sig till montessoripedagog.